# Slezan

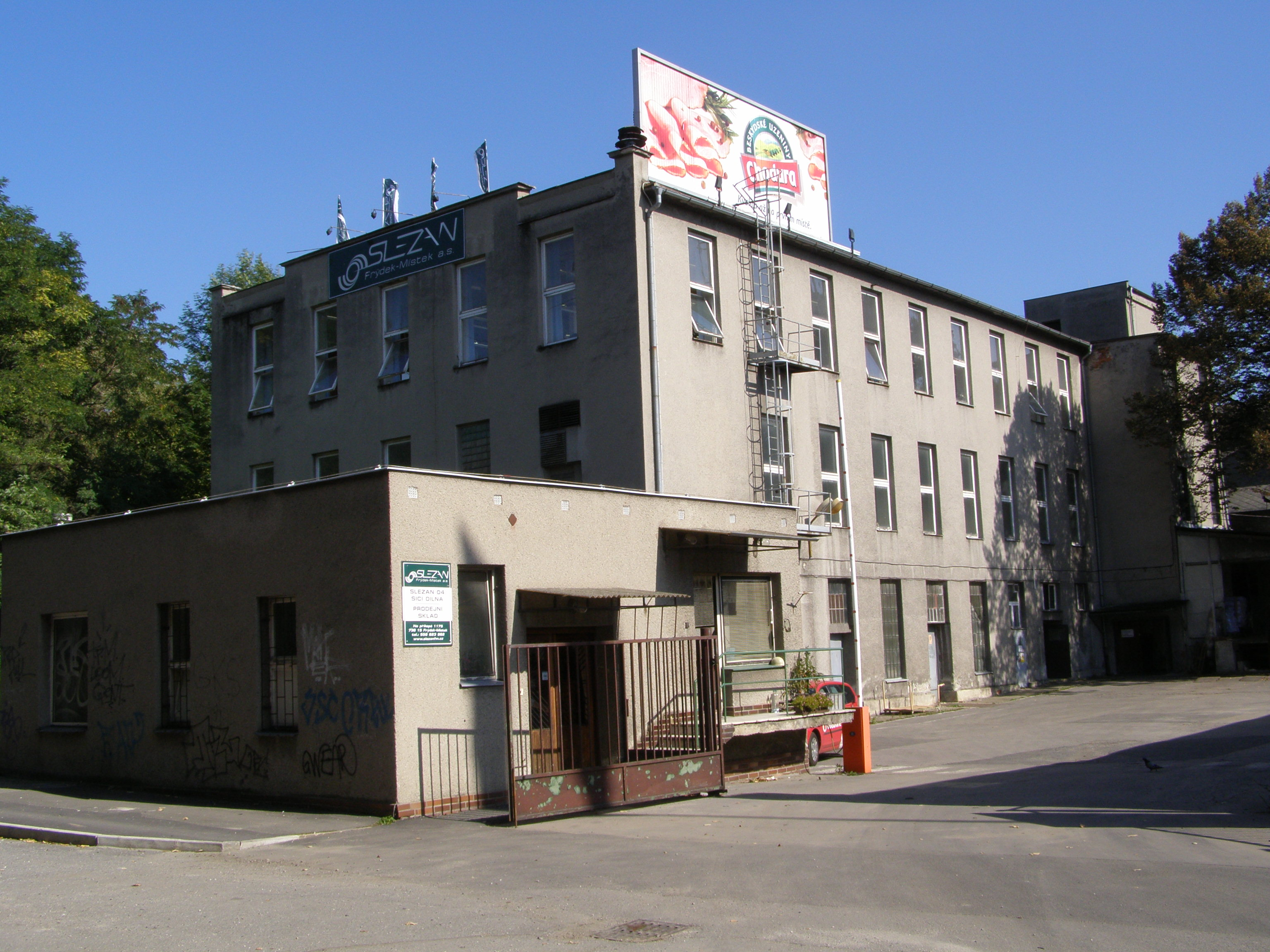
Textilka postavená Munkem („Josef Munk und Söhne“), později Slezan 09

SLEZAN Frýdek - Místek a. s. byl textilkou ve Frýdku-Místku (Moravskoslezský kraj), která byla založena roku 1990 Fondem národního majetku, jako přímý nástupce Slezských bavlnářských závodů n. p., které vznikly roku 1946 po znárodnění čtyř největších frýdecko-místeckých textilek.

## Historie
Výroba textilií měla ve Frýdku, Místku a okolí dlouholetou tradici, až do 19. století však probíhalo ve formě podomácké výroby. První textilka vznikla ve Frýdku roku 1832, šlo o textilku frýdeckého Žida Josefa Munka. Další textilky vznikaly v 60. letech 19. století, založili je většinou Židé – Filip Landsberger, Alois Lemberger, později také bratři Neumannové a nežidovský podnikatel Jan Elzer.
Roku 1945 byly vydány dekrety o znárodnění a zestátnění průmyslu, bank a dolů, na jehož základě byly zestátněny a centralizovány i frýdecko-místecké textilky – vznikl národní podnik Slezské bavlnářské závody (někdy také Sico), které měly pobočky i v jiných městech.
Po pádu komunismu byla roku 1990 Fondem národního majetku založena akciová společnost Slezan. Některé jeho provozy byly v 90. letech 20. století uzavřeny a byly přebudovány, či zbourány a na jejich místě postaveny jiné budovy.
Vlivem silné konkurence zejména asijských dovozců a ekonomické krize[zdroj?] se společnost od prosince roku 2008 nachází v insolvenčním řízení. Společnost zanikla 15. září 2016 fúzí s pražskou firmou TEXTIL INVEST GROUP a.s.